# Los tigres escondidos en la alcoba
Los tigres escondidos en la alcoba es una obra de teatro española de 1949 con un prólogo y dos actos, escrita por Enrique Jardiel Poncela. Se trata de la última obra estrenada por el autor.

## Argumento
Una banda de ladrones de guante blanco preparan un golpe en la suite de un hotel de lujo. Sus pretendidas víctimas son los siguientes ocupantes de la habitación. La sorpresa llega cuando descubren que éstos son en realidad compañeros de profesión con una trayectoria inquietante.

## Personajes
- Nelly,
- Estrella,
- Isidra,
- Merche,
- Celinda,
- Sara,
- Merino,
- Teófilo,
- Santiago Araluce,
- Monsieur Casavieille,
- Darío Guzmán,
- Pititi,
- Pelagio,
- Joaquín,
- Julio Julí,
- Bermúdez,
- Un mozo.

## Estreno
Teatro Gran Vía de Madrid el 21 de enero de 1949-
- Dirección: Cayetano Luca de Tena.
- Intérpretes: Porfiria Sanchiz, Asunción Sancho, Pilar Sala, Fulgencio Nogueras, Guillermo Marín, Enrique Guitart, Mercedes Prendes, María Jesús Valdés, Selica Torcal, Manuel Alexandre, Alberto Bové.